# Independent Leaders
Independent Leaders è l'album di debutto del gruppo statunitense Naughty by Nature, pubblicato sotto il nome The New Style nel 1989 dalla MCA.
| Recensione | Giudizio |
| ---------- | -------- |
| AllMusic   | [ 1 ]    |

## Tracce
Musiche di The New Style, Swing (traccia 3), Unique (traccia 9).
1. Scuffin' Those Knees – 3:16
2. Start Smokin' – 4:50
3. Picture Perfect – 3:11
4. Can't Win For Losing – 3:15
5. Droppin' The Bomb – 3:18
6. To The Extreme – 2:38
7. Independent Leader – 4:26
8. New Vs. Style – 3:37
9. Smooth Mood – 3:59
10. Bring The Rock – 3:33